# Eisen(II)-carbonat
Eisen(II)-carbonat ist ein Eisensalz der Kohlensäure. In der Natur kommt es in Form des Minerals Siderit vor.

## Darstellung
Eisen(II)-carbonat kann durch Reaktion eines Eisensalzes mit einem Carbonat dargestellt werden.
{\displaystyle \mathrm {FeCl_{2}+\;Na_{2}CO_{3}\longrightarrow 2NaCl+FeCO_{3}} }

## Eigenschaften
Eisen(II)-carbonat  ist nahezu unlöslich in reinem Wasser, aber löslich in CO2-haltigem Wasser, wo es sich unter Bildung von Eisen(II)-hydrogencarbonat löst. Zudem ist es in Mineralsäuren löslich.
{\displaystyle \mathrm {FeCO_{3}+\;CO_{2}{_{(aq)}}+\;H_{2}O\longrightarrow Fe(HCO_{3})_{2}} }
Es zerfällt beim Erhitzen auf über 300 °C
{\displaystyle \mathrm {FeCO_{3}\longrightarrow FeO+CO_{2}} }

## Verwendung
Eisen(II)-carbonat ist als Zusatzstoff für Tierfutter sowie als Flammschutzmittel zugelassen.